# Manuel González (futbolista)
Manuel González (Ciudad de Buenos Aires, Argentina, 16 de marzo de 1991) es un futbolista argentino. Juega de defensor central en Tigre de la Primera División de Argentina

## Trayectoria
Realizó divisiones inferiores en All Boys. En 2010, para foguearse en primera, fue cedido a préstamo a General Lamadrid, donde hizo su debut profesional, meses más tarde el carcelero se coronó campeón del Campeonato 2010/11, consiguiendo el ascenso a la Primera B. Sin embargo, Manuel debió regresar del préstamo a All Boys, por ese entonces en la Primera División. 
Sin contar con muchas oportunidades, al regresar de la cesión firmó para Atlanta, donde solo disputó algunos partidos en reserva. En 2012, arribó a Ferro de General Pico, club en el que disputó los torneos Argentino B 2012/13 y Argentino B 2013/14, ganándose la titularidad y disputando casi todos los partidos. Convirtió 4 goles jugando de defensor central.
A mediados de 2014, Sergio Priseajniuc quien fue su entrenador en Ferro de General Pico años anteriores lo pidió en San Jorge de Santa Fe. Su buen andar en el conjunto Verdirrojo, despertó el interés de Unión Aconquija, club con el que disputó el Torneo Federal A 2015 y quedó en semifinales por el segundo ascenso a la Primera B Nacional. 
A mediados de 2015 llegó a Villa Mitre, y siendo dirigido nuevamente por Sergio Priseajniuc. Fue una pieza fundamental en la obtención del Torneo Federal B 2015. Tras disputar el Torneo Federal A 2016 en Villa Mitre, fue transferido a Estudiantes de Buenos Aires, regresando a un club directamente afiliado a la AFA luego de militar 4 años en clubes del interior disputando los Torneos Federales A y B. En 2017 arribó a SC Pacífico.
En 2017 el jugador es observado por Ricardo Caruso Lombardi y opta por ficharlo para Club Atlético Tigre, siendo un paso importante en la carrera del jugador y dándose un hecho poco habitual para un jugador que es competir en Torneo Federal B y luego fichar por un club de Primera división.

## Clubes
| Club                    | País      | Año       |
| ----------------------- | --------- | --------- |
| General Lamadrid        | Argentina | 2010-2011 |
| All Boys                | Argentina | 2011      |
| Atlanta                 | Argentina | 2011-2012 |
| Ferro (GP)              | Argentina | 2012-2014 |
| Atlético San Jorge (SF) | Argentina | 2014-2015 |
| Unión Aconquija         | Argentina | 2015      |
| Villa Mitre             | Argentina | 2015-2016 |
| Estudiantes (BA)        | Argentina | 2016      |
| SC Pacífico (M)         | Argentina | 2017      |
| A préstamo de Tigre     | Argentina | 2017 -    |

## Palmarés

### Títulos nacionales
| Título           | Club             | País      | Año     |
| ---------------- | ---------------- | --------- | ------- |
| Primera C        | General Lamadrid | Argentina | 2010/11 |
| Torneo Federal B | Villa Mitre      | Argentina | 2015    |